# Fratello Metallo
Чеза́ре Боні́цці (італ. Cesare Bonizzi; 15 березня 1946, Оффаненґо — 19 листопада 2024, Бергамо) — італійський монах-капуцин, відомий як музикант у жанрі важкого металу під сценічними іменами Frate Cesare та Fratello Metallo (брат Метал).

## Біографія
Народився 1946 року в Оффаненґо, Італія. 1975 року став ченцем та відправився на місіонерську діяльність до Кот-д'Івуару. Після повернення його було висвячено на священника 1983 року. З 1990 року він почав займатися музикою, видав декілька альбомів у різних стилях від нью-ейджу до року. Побачивши концерт Металіки, Боніцці став прихильником важкого металу. За його словами, «Метал є найбільш енергійною, живою, глибокою та правдивою мовою музики, яку я знав». Наразі він мешкає у Музокко, одному з кварталів Мілану. В листопаді 2009 року Чезаре Боніцці оголосив про завершення своєї музичної діяльності. Монах заявив, що піти на цей крок його змусив диявол: «Диявол зробив так, що я був близький до того, аби порвати зв'язок зі своїми колегами по гурту і навіть відвернутися від своїх товаришів — капуцинів. Це все через те, що диявол зробив мене знаменитістю, і тепер я збираюся його вбити».

## Музика
З-поміж альбомів Боніцці, лише Misteri (2008) можна віднести до важкого металу, решту було записано в різних музичних жанрах. Своїми натхненниками у переході до важкого металу Чезаре Боніцці називає Megadeth та Metallica. Свій новий стиль, який він називає «метрок» (від поєднання металу та року), Боніцці презентував 2008 року на найбільшому італійському метал-фестивалі Gods of Metal. Боніцці виступав у традиційному монашому одязі.
Гурт монаха грає головно кавери на релігійні пісні, а також і власні твори, що стосуються таких тем, як секс, алкоголь, наркотики та жорстокість. Брат Чезаре заявив, що не має наміру навертати людей своєю музикою, адже метал не є для цього відповідним знаряддям — його призначенням є «заохочувати людей жити повним життям, тішитися ним і смакувати його».
Чезаре Боніцці помер 19 листопада 2024 року в монастирі капуцинів у Бергамо.

## Дискографія
- Droghe
- Primi Passi
- L'Eucredo
- Il La Cristiano
- Straordinariamente Ovvio
- Maria Ed «Io»
- Come Fiamma
- Vie Crucis
- Fede Ballare
- Assisi Oggi
- Misteri